# Woo Hah!! Got You All in Check
Woo Hah!! Got You All in Check è un singolo del rapper statunitense Busta Rhymes, pubblicato nel 1996 ed estratto dall'album The Coming.

## Tracce
- 12"

1. Woo-Hah!! Got You All in Check (Album Version)
2. Woo-Hah!! Got You All in Check (The World Wide Remix)
3. Woo-Hah!! Got You All in Check (The Jay-Dee Bounce Remix)
4. Woo-Hah!! Got You All in Check (The DJ Scratch Albany Projects Remix)
5. Everything Remains Raw (Album Version)
6. Woo-Hah!! Got You All in Check (The World Wide Remix Instrumental)
7. Woo-Hah!! Got You All in Check (The Jay-Dee Bounce Remix Instrumental)
8. Woo-Hah!! Got You All in Check (The Jay-Dee Other Shit Remix)
9. Everything Remains Raw (Album Version Instrumental)